# More Than One Universe
More Than One Universe: The Collected Stories of Arthur C. Clarke este o colecție de povestiri științifico-fantastice scrise de Arthur C. Clarke și publicată în 1991 de Bantam Books.
Povestirile au apărut inițial în diferite reviste ca  Playboy, Vogue, Dude, New Worlds, The Magazine of Fantasy & Science Fiction, Dundee Sunday Telegraph, Analog, Amazing Stories, Galaxy Science Fiction, Infinity Science Fiction, London Evening News, Startling Stories, Venture Science Fiction Magazine, If, Boys' Life, This Week, Bizarre! Mystery Magazine, Escapade, Asimov's Science Fiction, Astounding, King's College Review, Dynamic Science Fiction, Thrilling Wonder Stories, Satellite, Argosy și Ten Story Fantasy precum și în antologiile Star Science Fiction Stories No.1 editată de Frederik Pohl, Time to Comeeditată de August Derleth, Infinity #2 editată de Robert Hoskins și The Farthest Reaches editată de Joseph Elder.

## Cuprins
- "I Remember Babylon"
- "Summertime on Icarus"
- "Out of the Cradle, Endlessly Orbiting..."
- "Who's There?"
- "Hate"
- "Into the Comet"
- "An Ape about the House"
- "Let There be Light"
- "Death and the Senator"
- "Trouble with Time"
- "Before Eden"
- "A Slight Case of Sunstroke"
- "Dog Star"
- "The Nine Billion Names of God"
- "Refugee"
- The Other Side of the Sky
  - "Special Delivery"
  - "Feathered Friends"
  - "Take a Deep Breath"
  - "Freedom of Space"
  - "Passer-by"
  - "The Call of the Stars"
- "Security Check"
- "No Morning After"
- Venture to the Moon
  - "The Starting Line"
  - "Robin Hood, F.R.S."
  - "Green Fingers"
  - "All That Glitters"
  - "Watch This Space"
  - "A Question of Residence"
- "All the Time in the World"
- "Cosmic Casanova"
- "The Star" (Steaua)
- "Out of the Sun"
- "Transience"
- "The Songs of Distant Earth"
- "The Food of the Gods"
- "Maelstrom II"
- "The Shining Ones"
- "The Wind from the Sun"
- "The Secret"
- "The Last Command"
- "Dial F for Frankenstein"
- "Reunion"
- "Playback"
- "The Light of Darkness"
- "The Longest Science-Fiction Story Ever Told"
- "Herbert George Morley Roberts Wells, Esq."
- "Love That Universe"
- "Crusade"
- "The Neutron Tide"
- "Transit of Earth"
- "A Meeting with Medusa"
- "When the Twerms Came"
- "Quarantine"
- "siseneG"
- "Rescue Party"
- "The Curse"
- "Hide and Seek"
- "The Possessed"
- "Superiority"
- "A Walk in the Dark"
- "The Reluctant Orchid"
- "Encounter at Dawn"
- "Patent Pending"
- "The Sentinel"

## Legături externe
- en  Istoria publicării lucrării More Than One Universe la Internet Speculative Fiction Database

## Vezi și
- Listă cu povestirile lui Arthur C. Clarke traduse în limba română